# 나는 77번 아가씨
나는 77번 아가씨는 1977년 공개된 대한민국의 영화이다.

## 배역
- 정윤희
- 김희라
- 하명중
- 김혜인